# J. D. Beresford
John Davys Beresford (als Autor meist J. D. Beresford; geboren am 7. März 1873 in Castor, Cambridgeshire; gestorben am 2. Februar 1947 in Bath) war ein britischer Schriftsteller, der vorwiegend phantastische und utopische Stoffe behandelte und als ein früher Vertreter der britischen Science-Fiction gilt.

## Leben
Beresford war der Sohn eines Geistlichen. Er besuchte die Schule in Oundle School, eine traditionsreiche Internatsschule in Northamptonshire, und studierte anschließend Architektur, übte diesen Beruf aber nicht aus, sondern wurde Schriftsteller, arbeitete zunächst als Journalist und Dramatiker und nahm intensiv am literarischen Leben des edwardianischen London teil.
Sein erstes Buch war der Bildungsroman The Early History of Jacob Stahl (1911), erster Teil einer Trilogie mit den Fortsetzungen A Candidate for Truth (1912) und The Invisible Event (1915).
Sein bekanntestes Buch ist sein zweiter Roman The Hampdenshire Wonder, der die Geschichte eines kindlichen Übermenschen erzählt, den sein überragender Intellekt dazu führt, Religion rundweg abzulehnen – auch Beresford vertrat agnostische Positionen – und der schließlich von einem fanatischen Kirchenmann ermordet wird.
Neben seinen Romanen verfasste er zahlreiche Kurzgeschichten, die in fünf Bänden gesammelt erschienen, nämlich Nineteen Impressions (1918), Signs and Wonders (1921), The Imperturbable Duchess (1923), The Meeting Place (1929) und Blackthorn Winter (1936). Darüber hinaus betätigte er sich als Kritiker und Essayist. Er schrieb eine der ersten Arbeiten über H. G. Wells, schrieb Buchkritiken für den Manchester Guardian, den New Statesman, für The Spectator, die Westminster Gazette und auch für The Aryan Path, die Zeitschrift der Theosophen. 
Die Nähe zur Theosophie markiert auch ein Abrücken vom Agnostizismus und in seinen späteren Jahren interessierte sich Beresford stark für Psychologie, Philosophie, Spiritualität und Geistheilung.
Beresford war von Jugend an durch eine überstandene Kinderlähmung schwer behindert, was sich zum Beispiel in dem Roman The Camberwell Miracle (1933) auswirkt, in dem ein verkrüppeltes Mädchen von einem Wunderdoktor geheilt wird.
Politisch dachte Beresford fortschrittlich, was sich auch in den von ihm entworfenen Bildern der Zukunft ausdrückt: In Revolution: A Story of the Near Future in England (1921) beschreibt er eine in Bälde bevorstehende sozialistische Revolution in England und in What Dreams May Come (1941) reist ein junger Mann in seinen Träumen in eine utopische, befriedete Zukunft, zurückgeworfen in seine Gegenwart macht er sich auf eine aussichtslose, messianische Mission, indem er versucht, die heile Zukunft ins Heute zu holen.
Seine letzten Bücher verfasste er zusammen mit Esmé Wynne-Tyson, seiner Lebensgefährtin seit 1939.
Zwei seiner Kinder, Marc Brandel (1919–1994) und die Kinderbuchautorin Elizabeth Beresford (1926–2010), wurden ebenfalls als Autoren phantastischer Literatur bekannt.

## Bibliografie
- The Early History of Jacob Stahl (Roman, 1911)
- The Hampdenshire Wonder (Roman, 1911)
- A Candidate for Truth (Roman, 1912)
- Goslings: A World of Women (Roman, 1913)
- The House in Demetrius Road (Roman, 1914)
- The Invisible Event (Roman, 1915)
- H.G. Wells : A Critical Study (Essay, 1915)
- These Lynneskers (Roman, 1916)
- mit Kenneth Richmond: William Elphinstone Ford (Biografie, 1917)
- House Mates (Roman, 1917)
- Nineteen Impressions (Erzählungen, 1918)
- God's Counterpoint (Roman, 1918)
- The Jervaise Comedy (Roman, 1919)
- The Imperfect Mother (Roman, 1920)
- Signs and Wonders (Erzählungen, 1921)
- Revolution (Roman, 1921)
- The Prisoner of Hartling (Roman, 1922)
- The Imperturbable Duchess and Other Stories (Erzählungen, 1923)
- The Monkey-Puzzle (Roman, 1925)
- That Kind of Man, or Almost Pagan (Roman, 1926)
- The Instrument of Destiny (Roman, 1928)
- All or Nothing (Roman, 1928)
- Real People (Roman, 1929)
- The Meeting Place and Other Stories (Erzählungen, 1929)
- Love's Illusion (Roman, 1930)
- The Next Generation (Roman, 1932)
- The Old People (Roman, 1932)
- The Camberwell Miracle (Roman, 1933)
- Peckover (Roman, 1934)
- On a Huge Hill (Roman, 1935)
- Blackthorn Winter and other stories (Erzählungen, 1936)
- The Decoy (Roman, 1937)
- Cleo (Roman, 1937)
- A Common Enemy (Roman, 1941)
- „What Dreams May Come …“ (Roman, 1941)
- mit Esmé Wynne-Tyson: Men in the Same Boat (Roman, 1943)
- mit Esmé Wynne-Tyson: The Riddle of the Tower (Roman, 1944)
- mit Esmé Wynne-Tyson: The Gift (1947)

Kurzgeschichten
In Nineteen Impressions (1918):
- The Ashes of Last Night’s Fire
- A Case of Prevision
- The Contemporaries
- The Criminal
- Cut-Throat Farm
- An Effect of Reincarnation
- The Empty Theatre
- The Escape
- Force Majeure
- The Great Tradition
- The Instrument of Destiny
- The Late Occupier
  - Deutsch: Der letzte Besitzer. In: Hugh Lamb (Hrsg.): 16 Grusel-Stories. Heyne Anthologie #41, 1974, ISBN 3-453-45014-0.
- The Little Town
- Lost in the Fog
  - Deutsch: Nebel. In: Joachim Körber (Hrsg.): Die Gewerkschaft der Gespenster. Edition Phantasia, 2014.
- Lost Suburb
- The Man in the Machine
- The Misanthrope
- The Power o’ Money
- Powers of the Air

In Signs & Wonders (1921):
- The Appearance of Man: A Play Out of Time & Space
- As the Crow Flies
- The Barrage
- The Barrier
- The Cage
- The Convert
- A Difference of Temperament
- Enlargement
- The Hidden Beast
- The Introvert
- The Miracle
- A Negligible Experiment
  - Deutsch: Ein unbedeutendes Experiment. In: James Gunn (Hrsg.): Von Shelley bis Clarke. Heyne (Bibliothek der Science Fiction Literatur #100), 2000, ISBN 3-453-17104-7.
- The Night of Creation
- The Perfect Smile
- Reference Wanted
- Signs and Wonders
- Young Strickland’s Career